# 麥克斯·格拉克曼
麥克斯·格拉克曼（英語：Herman Max Gluckman，1911年1月26日—1975年4月13日）是南非和英国社会人类学家，曼徹斯特學派奠基人，曾任教于牛津大学和曼彻斯特大学。他从社会和文化的维度对非洲民族的法律和政治做出分析。